# 日立南太田インターチェンジ
日立南太田インターチェンジ（ひたちみなみおおたインターチェンジ）は、茨城県日立市大和田町にある、常磐自動車道のインターチェンジ。日立市の南部に位置し、日立市南部のほか、常陸太田市、那珂郡東海村方面への最寄りとなるインターチェンジ（ETC車の場合、東海村へは隣の東海スマートICの方が近い）。
インター名の「日立南太田」は「日立南」と「（常陸）太田」を合わせたもので、本線における予告標識では「日立南 常陸太田」と表記されている。

## 歴史
- 1985年（昭和60年）
  - 2月20日：那珂IC - 日立南太田IC間開通に伴い、供用開始[2]。
  - 7月3日：日立南太田IC - 日立北IC間開通[2]。

## 周辺
- 高速バス「新田中内」バス停
- 日立港
- 独立行政法人日本原子力研究開発機構（旧・日本原子力研究所）
- 大甕駅（JR東日本・常磐線）
- メルセデス・ベンツ日本・日立新車整備センター (VPC)
- （北関東道非経由）常磐道上り方面国営ひたち海浜公園最寄りインター

## 道路
- E6 常磐自動車道（11番）

## 接続する道路
- 直接接続
  - 国道6号

## 料金所
- ブース数：8

### 入口
- ブース数：3
  - ETC専用：1
  - ETC・一般：1
  - 一般：1

### 出口
- ブース数：5
  - ETC専用：2
  - ETC・一般：1
  - 一般：2

## 隣
E6 常磐自動車道
(10)那珂IC - (10-1)東海PA/SIC -　(11)日立南太田IC - (11-1)日立中央IC/PA
トンネルが連続するため、下り線（仙台方面）は当インターチェンジより日立北IC付近まで、最高速度が80km/h（通常時）に制限されている。また、日立トンネル手前まで急カーブと40パーミルの上り坂が続く。